# Шилов Михайло Ілліч
Михайло Ілліч Шилов (рос. Михаил Ильич Шилов; нар. 2 червня 1921 — пом. 23 вересня 1941) — радянський військовий льотчик-винищувач часів Другої світової війни, пілот 69-го винищувального авіаційного полку окремої Приморської армії, лейтенант. Герой Радянського Союзу (1942).

## Життєпис
Народився 2 червня 1921 року в селі Кобяки, нині Родніківського району Івановської області Росії, в селянській родині. Росіянин. Закінчив 7 класів і школу ФЗУ в місті Вічуга, працював на ткалем на ткацькій фабриці імені Ногіна. Займався в аероклубі.
У лавах РСЧА з 1938 року. За направленням ВЛКСМ навчався в льотній школі у Великих Луках, згодом — у 1-у Чкаловському військовому авіаційному училищі льотчиків. У жовтні 1939 року молодший лейтенант М. Шилов був направлений до 42-го винищувального авіаційного полку, пізніше переведений у 69-й винищувальний авіаційний полк.
З початком німецько-радянської війни брав участь в обороні Одеси. Всього на винищувачі І-16 здійснив 164 бойових вильоти, провів 41 повітряний бій, у яких збив особисто 4 і в складі групи — 2 літаки ворога.
23 вересня 1941 року в районі села Вигода прикривав радянські штурмовики Іл-2. Відволікаючи ворожі літаки, самотужки вступив у повітряний бій з 5-ма винищувачами супротивника. Загинув у цьому бою.
Похований на алеї Слави центрального Парку культури і відпочинку імені Т. Г. Шевченка в Одесі.

## Нагороди
Указом Президії Верховної Ради СРСР від 10 лютого 1942 року за зразкове виконання бойових завдань командування на фронті боротьби з німецькими загарбниками та виявлені при цьому відвагу і героїзм, лейтенантові Шилову Михайлу Іллічу присвоєне звання Героя Радянського Союзу (посмертно).
Був нагороджений двома орденами Леніна і медаллю «За оборону Одеси».

## Пам'ять
Ім'ям Михайла Шилова названо одну з вулиць Одеси.